# Plataforma carbonatada

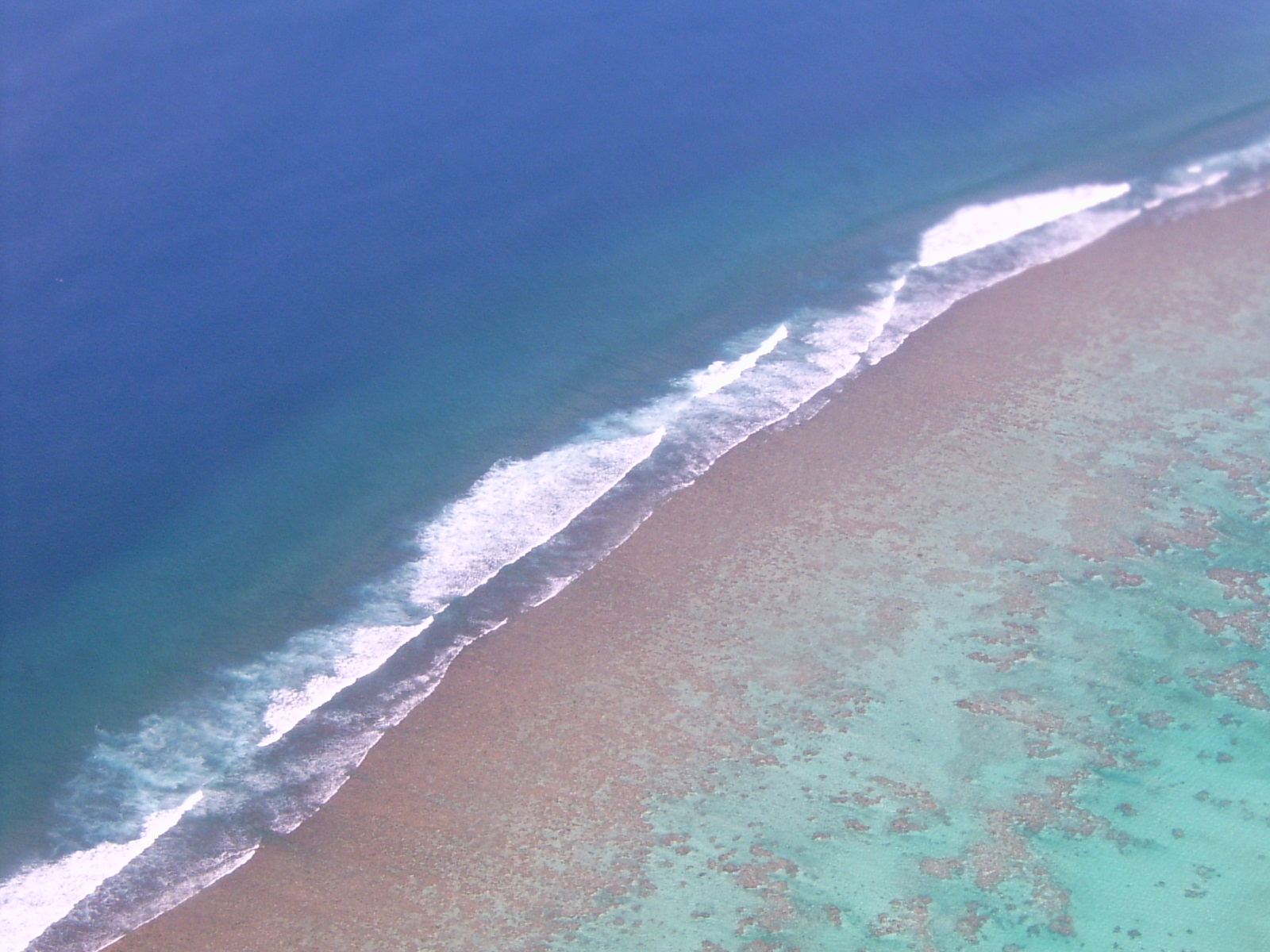
Margem típica de uma plataforma carbonatada (Ilhas Cook, Nova Zelândia), que mostra a transição entre a barreira de corais e a lagoa (à direita na imagem), e entre a própria barreira e o mar aberto (lado esquerdo), delineando uma característica sucessão de ambientes, cada qual com seu ecossistema e modo particular de sedimentação.

Uma plataforma carbonatada é, em sedimentologia e biologia, uma área situada em ambiente marinho ou lacustre, caracterizada por relevo topográfico mais ou menos acentuado e uma elevada produção de materiais carbonatados autóctones, ou seja, de origem local, não transportados de outros locais por ação de agentes erosivos como ondas e correntes, de origem principalmente biogénica.
O crescimento da plataforma é regulado por organismos sésseis cujos esqueletos formam o recife, ou por organismos, normalmente micróbios, que induzem a precipitação carbonatada através do seu metabolismo. Alguns exemplos de plataformas carbonatadas são os Bahama Banks, sob os quais a plataforma atinge 8 km de espessura, a península do Iucatão com 2 km de espessura, a plataforma da Flórida, a plataforma sobre a qual se ergue a Grande Barreira de Coral, e os atóis das Maldivas. Todas se situam em latitudes tropicais. Os recifes atuais são maioritariamente compostos por corais escleractinianos, mas em eras antigas podiam ser compostos por archaeocyatha (durante o Câmbrico) ou cnidaria extintos (tabulata e rugosa).